# Мелёшино (Костромская область)
Мелёшино — деревня в Степановском сельском поселении Галичского района Костромской области России.

## История
Согласно Спискам населенных мест Российской империи в 1872 году деревня относилась к 2 стану Галичского уезда Костромской губернии. В ней числилось 19 дворов, проживало 37 мужчин и 70 женщин.
Согласно переписи населения 1897 года в деревне проживало 99 человек (38 мужчин и 61 женщина).
Согласно Списку населенных мест Костромской губернии в 1907 году деревня относилась к Быковской волости Галичского уезда Костромской губернии. По сведениям волостного правления за 1907 год в ней числилось 23 крестьянских двора и 127 жителей. Основными занятиями жителей деревни, помимо земледелия, были малярный и плотницкий промыслы.
До муниципальной реформы 2010 года деревня также входила в состав Степановского сельского поселения.

## Население
| 2008 | 2010 | 2012 | 2014 |
| ---- | ---- | ---- | ---- |
| 173  | ↘146 | ↗162 | ↗167 |